# パース・アンド・キンロス統監
パース・アンド・キンロス統監（パース・アンド・キンロスとうかん、英語: Lord Lieutenant of Perth and Kinross）は、イギリスの官職。統監の1つで、パース・アンド・キンロスを担当する。1973年地方政府（スコットランド）法でスコットランドの地方自治体再編が行われ、再編に伴う1975年統監令（The Lord-Lieutenants Order 1975）によりパースシャー統監とキンロスシャー統監が統合される形で成立した。

## 一覧
- 1975年3月19日 – 1995年：サー・デイヴィッド・バター[1][2]
  - パースシャー統監より続投[2]
- 1995年4月11日 – 2006年：第9代準男爵サー・バジル・ヘンリー・デイヴィッド・モンゴメリー[2][3]
- 2006年8月14日 – 2019年7月17日：サー・メルヴィル・ステュアート・ジェームソン（英語版）[3][4]
- 2019年7月23日 – ：ゴードン・ケネス・スティーブン・レッキー（英語版）[4]